# Đại Hợp, Tứ Kỳ
Đại Hợp là một xã thuộc huyện Tứ Kỳ, tỉnh Hải Dương, nằm tiếp giáp với đường 17A (Đường nối thị trấn Gia Lộc với thị trấn Ninh Giang) ở phía tây nam, giáp xã Tân Kỳ ở phía bắc, giáp quang Khải ở phía đông và giáp xã Ứng Hoè về phía đông nam qua cầu Bía.
Đại Hợp là 1 tên xã từ sau Cách mạng tháng Tám sau khi đã sáp nhập 2 xã trong lịch sử là: xã Quảng Bí (nay là thôn Quảng Giang) và xã Báo Đáp (có 2 thôn: Độ Trung và Quảng Bố)
Hiện nay xã có 3 thôn là Quảng Giang (thôn Bía) (vốn là xã Quảng Bí), Độ Trung (thôn Hóp chợ) và Báo Đáp (thôn Vó)(vốn là làng Quảng Bố).
Phương ngôn
"Đông Trù, Quảng Bí, Khổng Lý, Nghĩa Hy" (4 làng xã nhỏ nhất Tứ Kỳ xưa)